# Sientaczan
Sientaczan (ros. Сентачан, jakuc. Сентачаан) – wieś w Ułusie wierchojańskim w Jakucji w Rosji. W  pobliżu miejscowości znajduje się kopalnia złota.

## Demografia
W 2010 roku w miejscowości żyło 12 osób.